# یحیی علوی‌فرد
یحیی علوی فرد (زاده ۱۳۵۲ در روستای باغچق بجنورد)، نویسنده و شاعر کودکان و نوجوانان،او یک قالب جدید به نام شعرک را ابداع کرده‌است. و آثار متعددی در حوزه ادبیات کودک و نوجوان از جمله: فصل‌ها زیبایند، بهار ماندنی، نوآوری این است، بیا ببین جهان ما از وی منتشر شده‌است، او در سال ۲۰۰۱ برگزیده پنجمین جشنواره مطبوعات کودک و نوجوان شد و نوآوری این است اثر این نویسنده به عنوان برگزیده ششمین دوره کتاب فصل جمهوری اسلامی انتخاب شد. همچنین این اثر از او به زبان‌های عربی و فارسی ترجمه شده و به چاپ رسیده‌است و به عنوان کتاب سال استان قم برگزیده شد، همچنین در جشنواره ملی بهار اول شد. علوی فرد هم‌اکنون مدیر مسوول انتشارات عموعلوی است و به تدریس در دانشگاه‌ها و مراکز علمی و آموزشی مشغول است. کتاب‌های علوی فرد، تاکنون به زبان‌های انگلیسی، عربی، تاجیکی، اسپانیولی، و کردی به چاپ رسیده‌است.

## آثار
- فصل‌ها زیبایند۱۳۸۵
- بهار ماندنی ۱۳۸۷
- نوآوری این است ۱۳۸۷
- هذا هو الابداع - نوآوری این است به زبان عربی ۲۰۱۰
- بیا ببین ۱۳۸۹
- شهر پرنده ها۱۳۸۹
- خدا کند همیشه جنگ باشد ۱۳۸۹
- محمد دوباره می‌آید۱۳۸۹
- دوره‌گردها۱۳۹۰
- روزی پرستویی ۱۳۹۰
- مثل عروسک ها۱۳۹۰
- THIS IS INNOVATION - نوآوری این است به زبان انگلیسی ۲۰۱۲[۶]
- Şelpe û Sêv - برگ و سیب - به زبان کردی ۲۰۱۲
- مورچه‌های لواشکی ۱۳۹۱
- دوست دارم عکاس بشم ۱۳۹۱
- تو هم خودت درختی ۱۳۹۱
- گرگ و میش ۱۳۹۱